# Campeonato de Euskadi del Cuatro y Medio 2010
La XXII edición del Campeonato de Euskadi del Cuatro y Medio, competición de pelota vasca en la variante de pelota mano profesional de primera categoría, se disputó en el año 2010. Fue organizada conjuntamente por Asegarce y ASPE, las dos principales empresas dentro del ámbito profesional de la pelota a mano.
La final se disputó el 12 de diciembre de 2010 entre Juan Martínez de Irujo y Abel Barriola.

## Pelotaris
En negrita los cabezas de serie
| - Pelotaris de Asegarce: - Arretxe II - Bengoetxea VI - Berasaluze VIII - Iñigo Díaz - Lemuno - Olaetxea - Olaizola I - Patxi Ruiz - Saralegi - Urrutikoetxea |  | - Pelotaris de ASPE: - Aritz Lasa - Barriola - Beroiz - Gonzalez - Martínez de Irujo - Olazabal - Retegi Bi - Titín III - Xala - Zubieta |

## Primera ronda
| Fecha    | Frontón y localidad              | Rojo            | Azul          | Tanteo |
| -------- | -------------------------------- | --------------- | ------------- | ------ |
| 15/10/10 | Ederrena, Villarreal de Urrechua | Aritz Lasa      | Lemuno        | 22-17  |
| 16/10/10 | Santanape, Guernica              | Olaizola I      | Iñigo Díaz    | 08-22  |
| 22/10/10 | Municipal de Sodupe, Sodupe      | Xala            | Arretxe II    | 14-22  |
| 24/10/10 | Astelena, Éibar                  | Barriola        | Saralegi      | 22-13  |
| 23/10/10 | Labrit, Pamplona                 | Patxi Ruiz      | Olaetxea      | 22-20  |
| 24/10/10 | Astelena, Éibar                  | Zubieta         | Urrutikoetxea | 12-22  |
| 23/10/10 | Santanape, Guernica              | Berasaluze VIII | Olazabal      | 22-03  |
| 16/10/10 | Labrit, Pamplona                 | Bengoetxea VI   | Beroiz        | 22-03  |

## Octavos de final
| Fecha    | Frontón y localidad               | Rojo            | Azul          | Tanteo |
| -------- | --------------------------------- | --------------- | ------------- | ------ |
| 31/10/10 | Ederrena, Villarreal de Urrechua  | Patxi Ruiz      | Lasa          | 22-18  |
| 29/10/10 | Municipal de Balmaseda, Balmaseda | Diaz            | Urrutikoetxea | 21-22  |
| 01/11/10 | Astelena, Éibar                   | Berasaluze VIII | Arretxe II    | 22-17  |
| 30/10/10 | Labrit, Pamplona                  | Abel Barriola   | Bengoetxea VI | 22-15  |

## Cuartos de final
| Fecha    | Frontón y localidad | Rojo              | Azul            | Tanteo |
| -------- | ------------------- | ----------------- | --------------- | ------ |
| 05/11/10 | Remontival, Estella | Martínez de Irujo | Patxi Ruiz      | 22-12  |
| 05/11/10 | Ultzama, Larrainzar | Gonzalez          | Urrutikoetxea   | 22-09  |
| 06/11/10 | Labrit, Pamplona    | Titín III         | Berasaluze VIII | 22-11  |
| 07/11/10 | Astelena, Éibar     | Barriola          | Retegi Bi       | 22-14  |

## Liguilla de Semifinales
| Fecha    | Frontón y localidad | Rojo              | Azul      | Tanteo |
| -------- | ------------------- | ----------------- | --------- | ------ |
| 13/11/10 | Labrit, Pamplona    | Barriola          | Gonzalez  | 22-17  |
| 14/11/10 | Adarraga, Logroño   | Martínez de Irujo | Titín III | 22-17  |
| 14/11/10 | Labrit, Pamplona    | Martínez de Irujo | Barriola  | 22-16  |
| 20/11/10 | Adarraga, Logroño   | Titín III         | Gonzalez  | 20-22  |
| 27/11/10 | Labrit, Pamplona    | Titín III         | Barriola  | 15-22  |
| 28/11/10 | Astelena, Éibar     | Martínez de Irujo | Gonzalez  | 22-13  |

### Clasificación de la liguilla
| Pelotari          | Pelotari | Partidos jugados | Partidos ganados | Partidos perdidos | Puntos a favor | Puntos en contra | Dif. |
| ----------------- | -------- | ---------------- | ---------------- | ----------------- | -------------- | ---------------- | ---- |
| Martínez de Irujo |          | 3                | 3                | 0                 | 66             | 46               | +20  |
| Abel Barriola     |          | 3                | 2                | 1                 | 60             | 54               | +6   |
| Gonzalez          |          | 3                | 2                | 1                 | 52             | 64               | -12  |
| Titín III         |          | 3                | 0                | 3                 | 52             | 66               | -14  |

## Final
| Fecha    | Frontón y localidad      | Rojo              | Azul     | Tanteo |
| -------- | ------------------------ | ----------------- | -------- | ------ |
| 12/12/10 | Atano III, San Sebastián | Martínez de Irujo | Barriola | 22-17  |

- Datos: Q8257728